# 亚运冲锋号
《亚运冲锋号》是由中国大陆南方电视台制作的一档闯关拿奖真人秀节目。于2010年6月15日开播，由陈星，刘汗主持。

## 节目简介
南方电视台与三艺传播文化有限公司將《亚运冲锋号》定義為一档轻松有趣的全民娱乐闯关节目，提高全民运动理念，为迎接亚运热身。
节目中有大型的道具竞技赛道，闯关的一对男女必须通力合作才能通关夺得丰厚奖品。